# Raymond Goulet
Raymond Goulet, de son vrai nom Joseph Raymond Albert Goulet, est un auteur, danseur, professeur de danse et chorégraphe québécois né à Rivière-du-Loup, le 29 novembre 1931 et mort le 2 janvier 1991,.
Son œuvre-phare est le roman satirique L'Âne de Carpizan publié en 1957 et n'ayant pas été remarqué par la critique outre quelques mentions ici-et-là dans les journaux et de la publication de quelques chapitres en 1968. Cela change en 2019, année lors de laquelle le roman a été réédité chez Moult Éditions et lors de laquelle il a été l'objet d'un article critique,.

## Faits marquants

### Activité littéraire
- Goulet, L'Âne de Carpizan, Les Éditions du Cadenas, 1957, 103p.
- Goulet, L'Âne de Carpizan (avec contributions de Jasmin Miville-Allard [postface] et d'Alexis du Tertre [essai]), Moult Éditions, 2019, 231p.

### Activité historique autre
- Fondation de la troupe de danse Productions Casimir en octobre 1977[5].

## Entrevues
- Irène Mabé, « Raymond Goulet : un homme à multiples talents », La Liberté et le Patriote, 14 avril 1971, p. 13[2]